# 范謨
范謨（14世紀—15世紀），字朝憲，江西南昌府豐城縣孝悌坊人，明朝政治人物。

## 生平
范謨是宣德十年（1435年）乙卯科應天鄉試舉人，授嘉魚訓導，能鑒識文士，上級以其文學才能薦陞國子監學錄，景泰五年（1454年）明景帝親臨國子監，他負責說書稱旨，得賜銀幣緋衣一襲，不久致仕去世，副都御史孫曰良為他寫下墓志銘。

## 引用
1. 1 2  同治《豐城縣志·卷十二·人物志二》：范謨，字朝憲，孝悌坊人，宣德應天鄉舉，授嘉魚訓導，倣安定教法，督士衡文具藻鑒，監司薦文學最，擢國子學錄，景泰五年上臨雍說書稱旨，賜銀幣緋衣一襲，致仕卒，都憲[副都御史]孫曰良銘其墓，子儼有隱德。
2. ↑  同治《豐城縣志·卷八·選舉》：宣德十年乙卯鄉試 解元陳文 范謨 邑郛人，應天榜，國子學錄，有傳